# Sílvio Coelho dos Santos
Sílvio Coelho dos Santos (Florianópolis, 7 de julho de 1938 — Florianópolis, 26 de outubro de 2008) foi um antropólogo e professor brasileiro.
Foi presidente da Associação Brasileira de Antropologia (ABA), secretário regional da Sociedade Brasileira para o Progresso da Ciência (SBPC), e era membro da Academia Catarinense de Letras, além de coordenar o Núcleo de Estudos dos Povos Indígenas (NEPI/UFSC). Atuou na Universidade Federal de Santa Catarina como pró-reitor de pesquisa e pós-graduação na administração e como pró-reitor de ensino e um dos idealizadores do Departamento de Antropologia e do Programa de Pós-Graduação em Antropologia Social da UFSC.

## Contribuições para a Antropologia
Sílvio Coelho dos Santos foi ativista dos direitos indígenas e um dos principais etnólogos brasileiros. Dividiu a vida entre a produção acadêmica e o trabalho de campo, tendo sido responsável por colocar as populações indígenas de Santa Catarina no mapa. Várias professoras e professores renomados na antropologia contemporânea vêem em Sílvio Coelho um mestre e professor. Em uma de suas últimas entrevistas concedida a uma pós-graduanda de antropologia, o professou abordou a importância do diário de campo para a disciplina e abordou algumas perspectivas teórico-metodológicas sobre esta prática. O vídeo pode ser encontrado em site relevante de compartilhamento de vídeos sob o título Diários_de_campo_Silvio_Coelho.
Uma de suas obras mais significativas é o livro "Índios e brancos no Sul do Brasil : A dramática experiência dos Xokleng" no qual narra a verdadeira história da colonização do estado de Santa Catarina e descreve as barbáries cometidas por bugreiros como Martin Bugreiro, bem como de seus companheiros mais constantes na atividade de extermínio de indígenas: José Rodrigues Marcelino, apelidado de José Bolantim; Jacinto José de Souza, também conhecido como Jacinto Inácio Marcelino; Inácio Castanheiro; Antonio Castanheiro; José Castanheiro; Manoel (Neco) Castanheiro; João Faustino da Motta; Leodoro Faustino e José Faustino da Motta, a maioria dos quais tinham parentesco com Martin. 

## Publicações[6]
- SANTOS, Silvio Coelho. Ensaios oportunos. Florianópolis: Academia Catarinense de Letras/ Nova Letra, 2007.
- SANTOS, Silvio Coelho; HELM, Cecília Maria Vieira; TEIXEIRA, Sérgio (orgs.). Memória da Antropologia no Sul do Brasil. Florianópolis: Editora da UFSC/ABA, 2006.
- ECKERT, Cornelia; GODOI, Emilia Pietrafesa de; SANTOS, Silvio Coelho dos. “A atuação da ABA diante das demandas sociais e políticas: a importância da reunião de 1974”. In: ECKERT, Cornelia (org.). Homenagens: Associação Brasileira de Antropologia 50 anos. Blumanau: Nova Letra, 2006 (pp. 63–69).
- SANTOS, Silvio Coelho dos. “Das coincidências na pesquisa e na produção antropológicas”. In: Anais da Reunião de Antropologia do Mercosul – Montevidéu. Florianópolis: ABA, 2005.
- SANTOS, Silvio Coelho dos. “Homenagem pelos 100 anos de Nascimento”. In: Instituto Histórico e Geográfico de Santa Catarina (org.). Oswaldo Rodrigues Cabral na Historiografia Catarinense. Florianópolis: IGHSC, 2005 (pp. 13–24).
- SANTOS, Silvio Coelho dos. “Comentário sobre a carta de Pontas das Canas”. In: LEITE, Ilka Boaventura (org.). Laudos Periciais Antropológicos em Debate. Florianópolis: NUER/ABA, 2005 (pp. 59–62).
- SANTOS, Silvio Coelho dos; NACKE, Aneliese. “La usina hidroeléctrica binacional Itaipú y los indios de Ocoí”. In: GRIMSON, Alejandro; RIBEIRO, Gustavo Lins; SEMÁN, Pablo (orgs.). La Antropología Brasileña Contemporánea: contribuciones para un diálogo latinoamericano. Buenos Aires: Prometeo Libros, 2004 (pp. 55–70).
- SANTOS, Silvio Coelho; NACKE, Aneliese; REIS, Maria José (orgs.). São Francisco do Sul – muito além da viagem de Gonneville. Florianópolis: Editora da Universidade Federal de Santa Catarina, 2004.
- SANTOS, Silvio Coelho. Nova História de Santa Catarina. Florianópolis: Editora da UFSC, 2004.
- SANTOS, Silvio Coelho; NACKE, Aneliese (orgs.). Hidrelétricas e Povos Indígenas. Florianópolis: Letras Contemporâneas, 2003.
- SANTOS, Silvio Coelho (org.). Memória do Setor Elétrico na Região Sul. Florianópolis: Editora da UFSC, 2002.
- SANTOS, Silvio Coelho dos. “Ética e trabalho de campo”. In: Anais da 23ª. Reunião Brasileira de Antropologia, Gramado, 2002.
- SANTOS, Silvio Coelho dos. “Notas sobre a presença indígena na ilha de Santa Catarina”. In: PEREIRA, Nereu do Vale (org.). A Ilha de Santa Catarina: espaço, tempo e gente. Florianópolis: Instituto Histórico e Geográfico de Santa Catarina, 2002 (pp. 81–91).
- SANTOS, Silvio Coelho. “As hidrelétricas, os índios e o Direito”. In: REIS, Maria José; BLOEMER, Neusa M. S. (orgs.). Hidrelétricas e Populações Locais. Florianópolis: Cidade Futura/Ed. da UFSC, 2001 (pp. 19–38).
- SANTOS, Silvio Coelho (org.). Santa Catarina no Século XX: ensaios e memória fotográfica. Florianópolis: Editora da UFSC/UNIVALI/FCC, 2000.

- SANTOS, Silvio Coelho. “Notas sobre ética e ciência”. In: LEITE, Ilka Boaventura (org.). Ética e Estética na Antropologia. Florianópolis: PPGAS/UFSC, 1998.
- SANTOS, Silvio Coelho. Os Índios Xokleng: memória visual. Florianópolis: UFSC, 1997.
- SANTOS, Silvio Coelho. “Notas sobre o deslocamento de populações indígenas em consequência da implantação de hidrelétricas na Amazônia”. In: MAGALHÃES, Sônia; BRITO, Rosyan; CASTRO, Edna (orgs.). Energia na Amazônia. Belém: Museu Paraense Emílio Goeldi, 1996 (pp. 689–696).
- SANTOS, Silvio Coelho. “Constituición y violación de los derechos de los Pueblos Indigenas en el Brasil”. In: GRUMBERG, Georg (org.). Articulacion de la Diversidad. Quito: ABYA-YALA, 1995 (pp. 161–174).
- SANTOS, Silvio Coelho. “Metodologia para o estudo de Projetos de Desenvolvimento e suas implicações políticas: o caso das hidrelétricas”. In: ARANTES, Antônio C.; RUBEM, G.; DEBERT, G. (orgs.). Desenvolvimento e Direitos Humanos: a responsabilidade do antropólogo. Campinas: Ed.Unicamp, 1992 (pp. 91–101).
- SANTOS, Silvio Coelho. Índios e Brancos no Sul do Brasil. Porto Alegre: Editora Movimento, 1988. 2. ed.
- SANTOS, Silvio Coelho dos. “Questionando a universidade que temos: subsídios para a revisão da estrutura da UFSC”. In: Revista de Educação Brasileira, v. 8, n. 17, 1986.
- SANTOS, Silvio Coelho (org.). Sociedades Indígenas e o Direito. Florianópolis: Editora da UFSC, 1985.
- SANTOS, Silvio Coelho; ASPELIN, Paul. Indian Areas Thereatened By Hidroelectric Projects In Brazil. Copenhangen: Iwigia, 1981.
- SANTOS, Silvio Coelho dos. “In memorian de Oswaldo Rodrigues Cabral”. In: Revista de Antropologia, v. 22, 1975 (pp. 177–178).
- SANTOS, Silvio Coelho dos. “A antropologia como ciência no contexto da Universidade em Santa Catarina”. In: Anais do Museu de Antropologia, n. 8, 1975 (pp. 125–134).
- SANTOS, Silvio Coelho. Ensaios sobre Sociologia e Desenvolvimento em Santa Catarina. Florianópolis: Editora EDEME, 1971.
- SANTOS, Silvio Coelho. Educação e Desenvolvimento em Santa Catarina. Florianópolis: UFSC, 1968.